# Wolfdietrich Rasch
Wolfdietrich Rasch (* 20. April 1903 in Breslau; † 7. September 1986 in Meran) war ein deutscher Germanist, Literaturhistoriker und Übersetzer.

## Leben
Wolfdietrich Rasch studierte ach dem Besuch des Schiller-Realgymnasiums in Berlin-Charlottenburg die Fächer Germanistik, Philosophie, Kunstgeschichte und Anglistik in München, Heidelberg, Berlin und Breslau. 1929 erfolgte die Staatsprüfung für den höheren Schuldienst. Zuvor wurde er zum Thema Die Freundschaft bei Jean Paul bei Rudolf Unger promoviert. Auch die Habilitation im Jahr 1933 widmete sich wieder der Freundschaft in der Literatur, diesmal vom Ausgang des Barock bis zu Friedrich Gottlieb Klopstock.
Rasch war ab 1933 in der Sturmabteilung als SA-Mann aktiv, zum 1. Mai 1937 trat er der NSDAP bei (Mitgliedsnummer 4.048.326) und schloss sich auch dem NS-Dozentenbund sowie der NS-Volkswohlfahrt an. In den Jahren des „Dritten Reiches“ erfolgte ein stetiger beruflicher Aufstieg als Germanist, auch wenn ihm ein ordentlicher Lehrstuhl verwehrt blieb. Von 1933 bis 1941 war Rasch Privatdozent für Neuere deutsche Sprache und Literatur an der Universität Halle, von 1939 bis 1941 vertrat er dann den  außerordentlichen Lehrstuhl für Neuere deutsche Literaturgeschichte an der Universität Würzburg, den Johannes Alt aufgrund des § 175 StGB frei machen musste. Diesen bekleidete er dann von 1941 bis 1945. Außerdem vertrat er im Wintersemester 1943/44 den Lehrstuhl für Neuere deutsche Literaturgeschichte an der Universität Erlangen.
Nach dem Ende des Krieges wurde Rasch mit Entschließung der Regierung von Mainfranken entlassen. Er wurde 1947 durch die Spruchkammer Würzburg Stadt I zu einer Geldbuße verurteilt und als nomineller Mitläufer eingestuft.
Nach einem Jahr als Privatdozent war er von 1949 bis 1955 außerplanmäßiger Professor für Neuere deutsche Literaturgeschichte an der Universität Würzburg, zwischen 1955 und 1958 dann außerordentlicher Professor. Nach einer Lehrstuhlvertretung war Rasch von 1958 bis zu seiner Emeritierung im Jahr 1971 ordentlicher Professor für Deutsche Philologie an der Universität Münster.
Neben der Beschäftigung mit der Literaturgeschichte vom 18. bis zum 20. Jahrhundert forschte Rasch insbesondere zur Goethezeit, zur Literatur um 1900 und zu Robert Musil.

## Aus den Nachrufen
„Er war Spezialist in diesen Fin-de-siècle-Dingen, kannte ihre Motive und Schattierungen, die Skala der Nuancen von träumerischer Schwermut bis zum Genuß der Gewalt.“

„Rasch war ein vielseitiger Liebhaber der Literatur und des Lebens gleichermaßen. Und er war ein Freund der Leser. Das kam seinen Arbeiten zugute. Sie haben nicht zuletzt den großen Vorzug, ohne wissenschaftlichen Niveauverlust allgemein verständlich zu sein und für das zu begeistern, wovon sie reden. Die von ihm herausgegebenen Ausgaben der Werke und Schriften Herders, Goethes, Eichendorffs oder Friedrich Schlegels sind denn auch in mehreren Auflagen oder sogar als Taschenbücher erschienen.“

## Monografien
- Die Freundschaft bei Jean Paul. Breslau/Oppeln 1929. (Diss. phil.)
- Freundschaftskult und Freundschaftsdichtung im deutschen Schrifttum des 18. Jahrhunderts vom Ausgang des Barock bis zu Klopstock. Halle (Saale) 1936. (Habil.-Schrift)
- Herder. Sein Leben und Werk im Umriß. Halle (Saale) 1938.
- Goethes „Torquato Tasso“. Die Tragödie des Dichters. Stuttgart 1954.
- Über Robert Musils Roman „Der Mann ohne Eigenschaften“. Göttingen 1967.
- Zur deutschen Literatur seit der Jahrhundertwende. Gesammelte Aufsätze. Stuttgart 1967.
- Goethes „Iphigenie auf Tauris“ als Drama der Autonomie. München 1979.
- Die literarische Décadence um 1900. München 1986.
- als Übersetzer: Albert Camus: Der Mythos des Sisyphos. Ein Versuch über das Absurde. Bad Salzig/Düsseldorf 1950.